# John Scott (velista)
John Malcolm Scott (Mosman Park, 29 settembre 1934 – Perth, 25 maggio 1993) è stato un velista australiano.

## Carriera
Vinse la medaglia d'argento ai Giochi della XVI Olimpiade di Melbourne nella Classe 12m² Sharpie con Rolland Tasker.

## Palmarès

### Olimpiadi
- 1 medaglia:
  - 1 argento (Melbourne 1956 nella deriva x2 12m² Sharpie)